# Arenosetella tenuissima
Arenosetella tenuissima is een eenoogkreeftjessoort uit de familie van de Ectinosomatidae. De wetenschappelijke naam van de soort is voor het eerst geldig gepubliceerd in 1929 door Klie.